# ソーシャルツーリズム
ソーシャルツーリズム (Social Tourism) とは、旅行の機会に恵まれない人々に対して、観光旅行に参加しやすくするための条件整備を行うこと、又その旅行。
具体的には、身体的事情あるいは経済的理由等により観光旅行に参加できない人を、国や地方自治体が支援の仕組みを整えることによって、参加できる状態にすること。例えば、休暇手当支給、各種割引措置、各種情報提供、廉価な宿泊施設の整備などが行われた。

## ヨーロッパにおける展開
ソーシャルツーリズムは、第二次世界大戦後のヨーロッパにおいて生まれた概念である。その萌芽としては、同大戦前のフランスにおける労働運動の果実としての連続した有給休暇の制度化にさかのぼることができよう。大戦による中断期を経て、1950年代後半から1960年代にかけて政策として盛んに議論された。やがて、年次有給休暇の拡大や各種割引チケット、各種のリーズナブルな宿泊施設・観光施設の設置などの観光政策・労働政策に結実している。
ソーシャルツーリズムの根底には人が人らしく生きるためには、一年のサイクルの中に連続した休憩期間を設け、心身をリフレッシュすることが必要であるとの思想が流れている。それまで、観光旅行から阻害されていた労働者階級においても、休暇や旅行の権利を認め、その権利の行使をしやすくすべきだという考えである。
ソーシャル・ツーリズムは、大衆が旅行しやすい条件を作るという意味で、マスツーリズムの普及を促した。また、誰にも旅行の機会を用意すべきという考え方は、バリアフリーなどに受け継がれている。

## 日本における展開
日本では、第二次世界大戦後、政府がソーシャルツーリズムを政策課題に掲げ、1957年、観光事業審議会の中に設置されたソーシャル・ツーリズム研究部会の提言が行われ、この提言をもとに国民宿舎、国立青年の家、公営ユースホステルが整備されるようになった。